# Iris (mitología)

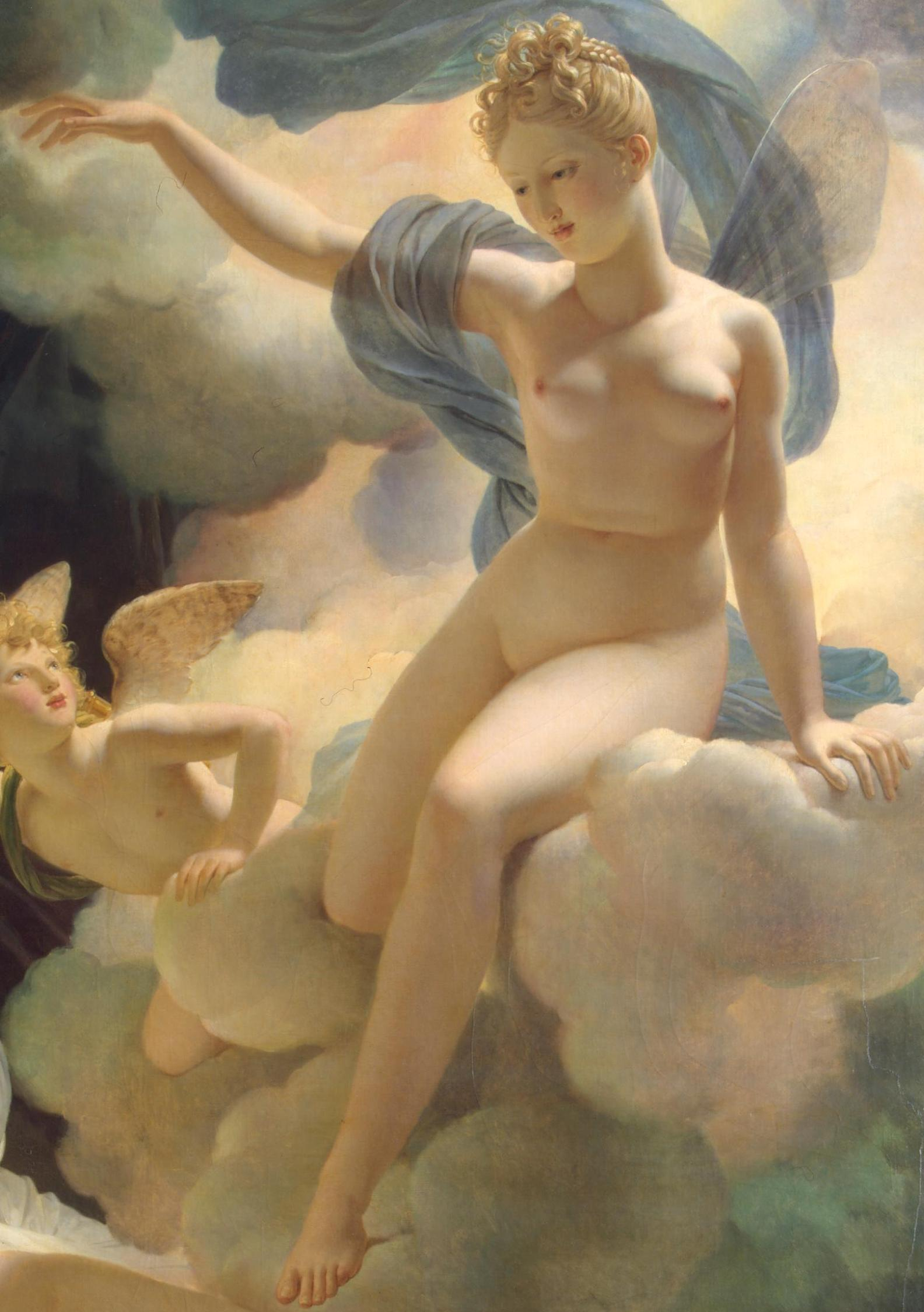
Iris, por Pierre -Narcisse Guérin (detalle, óleo Iris y Morfeo.)

En la mitología griega, Iris (en griego Ἶρις, ‘arcoíris’), o Biris según los laconios, es una diosa menor de raudos pies que actúa como mensajera divina para los dioses del Olimpo. Se la describe como la diosa del arcoíris («ἶρις»).  Ella anuncia el pacto de unión entre los cielos y la tierra al final de la tormenta; en esta guisa es la encargada de hacer llegar los mensajes de los dioses a los seres humanos. Ovidio la relaciona específicamente con el fenómeno cuando de ella nos dice que «viste sus velos de mil colores» y nos habla de «una arqueada curvatura que deja como signo bajo el cielo».
En cuanto a su familia, Iris es descrita en la Teogonía como hija de Taumante y Electra, hija de Océano, y sus hermanas son las Harpías de hermosos cabellos, Aelo y Ocípeta, que con sus rápidas alas compiten con las ráfagas de los vientos y con las aves. Se dice que la propia Iris tuvo que intervenir para evitar que los argonautas Calais y Zetes mataran a sus dos hermanas; le prometió a Fineo que no sería molestado por las Harpías nunca más. En una fuente tardía se dice que Arce es la hermana de Iris; durante la Titanomaquia, Iris fue elegida para ser la mensajera de los olímpicos mientras que su hermana Arce se convirtió en mensajera de los titanes. Aunque algunos poetas dicen que Iris es una diosa virgen, otros alegan que Iris es la madre alegórica de Eros, a saber: «El más lúgubre de los dioses, Eros, a quien Iris de las hermosas sandalias parió, habiendo yacido con Céfiro de cabellos dorados». O bien de esta misma unión nació, en cambio, Potos, otro de los «amores».
En la Teogonía Iris tiene un papel relevante. Se dice que a esta, por ser rápida de pies, se le encargó la tarea de alcanzar las aguas heladas de las corrientes del Estigia, que emergen de un enorme peñasco escarpado. Cuando una disputa se suscita entre los dioses olímpicos y alguno de ellos falta a la verdad, Zeus encarga a Iris que traiga un poco de esas aguas en un recipiente de oro. Aquellos dioses que perjuran en vano vertiendo sus aguas se ven privados del néctar y la ambrosía, y no pueden asistir a las asambleas con el resto de dioses.
En la Ilíada, se la describe como mensajera de los dioses; sin embargo, en la Odisea este papel está reservado a Hermes. También aparece en la Eneida, de nuevo, como mensajera de Hera. Eurípides también la hace mensajera de Hera, e incluso, siguiendo los mandatos de la misma, aparece junto a la Demencia (Lisa), quien es la responsable de la locura de Heracles. En los Himnos homéricos Iris tiene varias intervenciones. Cuando Deméter abandonó el Olimpo para vagar por la tierra en busca de Perséfone, Zeus, como primera opción, envió a Iris a la ciudadela de Eleusis, en donde esta parlamentó con Deméter pero no consiguió persuadir su ánimo. También se dice que varias diosas reunidas en la isla de Delos —entre las que se incluyen Dione, Rea, Temis, Icnea y Anfitrite—, y a escondidas de Hera, enviaron a Iris para que trajera a Ilitía y ayudara a Leto a dar a luz a Apolo y Artemisa.
En la Ilíada, Iris fue quien avisó a Menelao del secuestro de Helena en Esparta. Impidió a Hera y Atenea entrar en combate para ayudar a los aqueos. Ayudó a Afrodita cuando fue herida por Diomedes, donde la llevó al Olimpo conduciendo las riendas de los caballos de Ares. Además, fue la encargada de avisar a Aquiles para que liberara el cadáver de Patroclo, que estaba en poder de los troyanos. A continuación, Iris acude a la morada de los vientos para informarles de las súplicas de Aquiles; que avivaran la hoguera en la que yacía el cadáver de su amigo. Zeus le ordenó ir hasta la gruta marina de la nereida Tetis, que lloraba por el funesto destino de su hijo Aquiles, y la condujera al Olimpo.
En la Eneida, por orden de Hera, Iris corta el cabello rubio de la reina Dido que une a las personas a la vida. En otro pasaje, Iris toma la forma de la anciana Beroe, para que suscite en las mujeres troyanas el deseo de no viajar más y quemar las naves de Eneas. Por otra parte, Iris acompaña a Turno a la batalla, en donde informa al rey que los troyanos están sin su caudillo.
Según el poeta romano Ovidio, después de que Rómulo fuese deificado como el dios Quirino, su esposa Hersilia suplicó a los dioses que también la dejaran inmortal para que pudiera estar con su esposo una vez más. Juno escuchó su súplica y envió a Iris hacia ella. Con un solo dedo, Iris tocó a Hersilia y la transformó en una diosa inmortal. Hersilia voló al Olimpo, donde adopta el nombre de Hora y se le permitió vivir con su esposo para siempre.

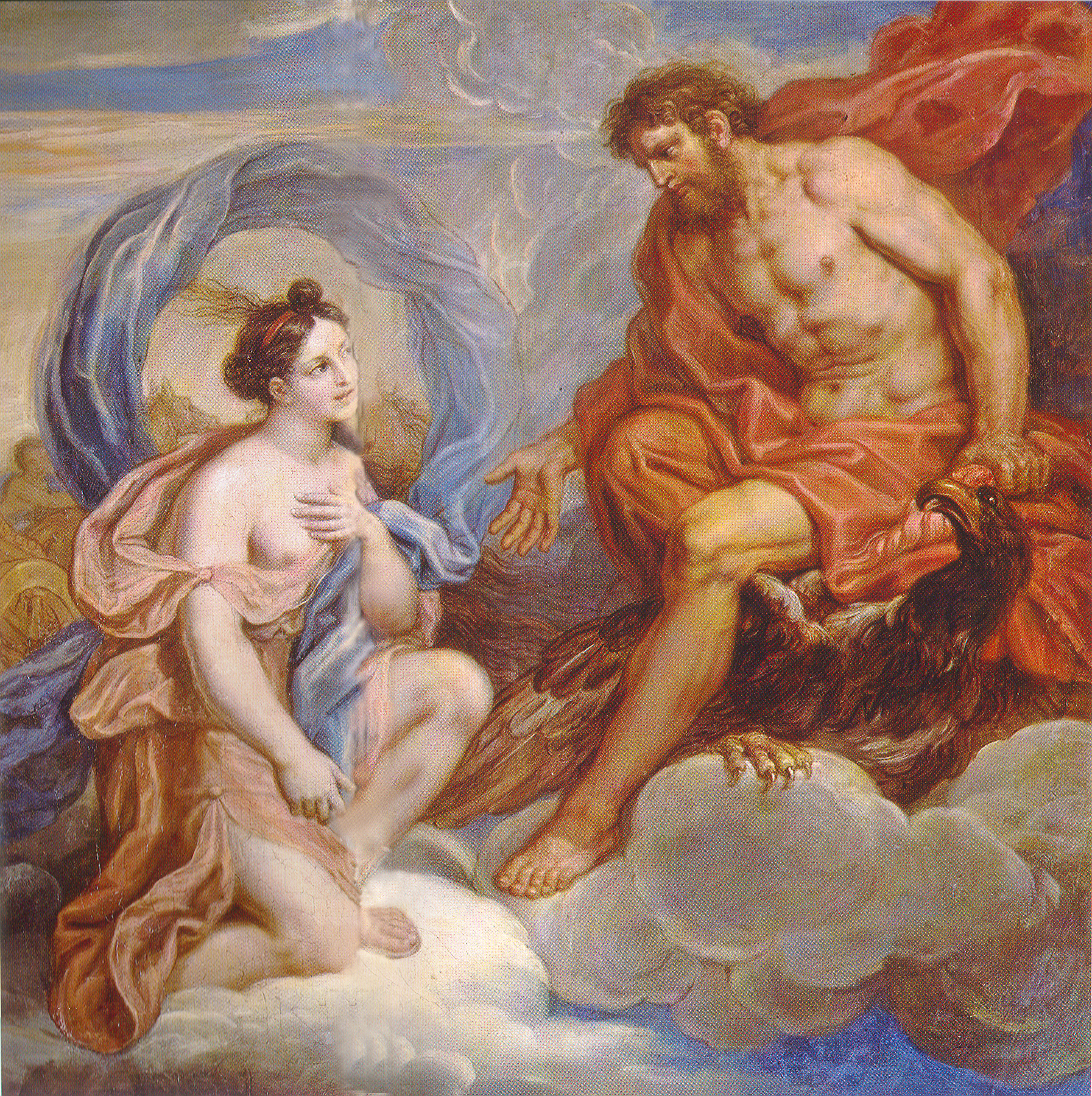
Iris y Júpiter, de Michel Corneille el joven (1701). Palacio de Versalles, Versalles.

Se representa a Iris como una hermosa joven virgen con alas doradas y con una túnica multicolor, apresurándose a la velocidad del viento de un extremo a otro del mundo, a las profundidades del mar y del inframundo en donde tenía acceso libre. Es la mensajera especialmente de Hera, y está relacionada con Hermes, cuyo caduceo lleva a menudo. Sus atributos son el caduceo y un jarrón. También es representada suministrando a las nubes el agua que necesitan para inundar el mundo. 
Puesto que la función de Iris es transmitir los mensajes de los dioses, Platón relacionaba su etimología con eireín, cuyo significado es «hablar». Así, Iris personificaría la dialéctica y la filosofía. Su origen sería el asombro, puesto que su padre, Taumante, está relacionado etimológicamente con la palabra thoûma (asombro).